# ميراي مزرعاني
ميراي مزرعاني (18 مارس-) إعلامية لبنانية 

## حياتها الخاصة
ولدت في بيروت،[بحاجة لمصدر]درست الصحافة والإعلام، متزوجة من فوزي الحصري ولديها ابنتان نضال وماغدة

### العمل الإذاعي
بدايتها كانت في راديو صوت لبنان حيث كان تعمل بجانب بيتها في الأشرفية بعدها إنتقلت ل«إذاعة لبنان الحر»، وفي ذلك الوقت كانت البدايات صعبة للغاية، وخضعت للتمرين لمدة سنتين قبل ان تنطلق على الهواء، وكان مدير الإذاعة يومها الاستاذ سجعان قزي الذي رفض ان تكون على الهواء وكان يقول لها صوتك غير ملائم وكان يطلب منها العمل في الارشيف، كانت فترة حرب، وكانت تبقى اياما عدة في الإذاعة دون ان اتمكن من رؤية اهلي وكنت احيانا أغادر الإذاعة عند منتصف الليل والقنابل تنهمر في البحر أمامها وما من شخص على الطريق 
.

### العمل التلفزيوني
دخلت في مجال الأعلام التلفزيوني عام 1990 لتقديم برامج الألعاب والمسابقات مع الراحل رياض شرارة على شاشة المؤسسة اللبنانية للإرسال، ال بي سي آي بعد أن آمن المخرج سيمون أسمر بموهبتها 
بعد وفاة رياض شرارة استمرت في تقديم برامج الألعاب بمفردها عملت فيها لمدة 10 سنوات غادرتها بسبب الركود الذي عانت منه ال بي سي 
إنتقلت لتقديم البرامج على شاشة إم تي في اللبنانية حتى عام 2000 عند إغلاق المحطة بسبب قرار من الحكومة اللبنانية
بين العامين 2000- 2001 قدمت برنامجا بعنوان يا ليل يا عين على شاشة إم بي سي 
عام 2006 قدمت أيضا برنامجين على شاشة تلفزيون المستقبل
غابت بعدها لعدة سنوات وعادت عام 2010 لنفس المحطة لتقديم برنامج أهضم شي
غادرت تلفزيون المر متوجهتا إلى ال أو تي في لتقديم برنامج مشابه 
عام 2008 قدمت أيضا برنامج إذاعيا صباحيا على إذاعة الشرق راديو لمدة ثمانية سنوات.
قدمت عام 2015 برنامجا للمواهب بعنوان صوتك شغلة على قناة الجديد بطلب من المخرج سيمون أسمر
في 10 تشرين الأول 2016 قدمت برنامج «أحلى صبحية» عبر أثير إذاعة «فايم أف أم» اللبنانية

## البرامج التي قدمتها
| البرنامج                               | عرض على            |
| -------------------------------------- | ------------------ |
| باب الحظ بمشاركة الإعلامي "رياض شرارة" | ال بي سي           |
| ستديو الفن                             | ال بي سي           |
| نهاركم سعيد                            | ال بي سي           |
| يا ليل يا عين                          | إم بي سي           |
| هيصة                                   | إم تي في اللبنانية |
| الليلة مع ميراي                        | إم تي في اللبنانية |
| شوف حالك                               | إم تي في اللبنانية |
| أهضم شي                                | إم تي في اللبنانية |
| إيقاع                                  | تلفزيون المستقبل   |
| غنيها                                  | تلفزيون المستقبل   |
| لبنان يتذكر                            | إم تي في اللبنانية |
| ليلة عيدك                              | إم تي في اللبنانية |
| لول                                    | أو تي في           |
| صوتك شغلة                              | قناة الجديد        |
| صباح الشرق                             | إذاعة الشرق        |
| أحلى صبحية                             | إذاعة فيم أف أم    |
| من قلب بيروت                           | إذاعة أغاني أغاني  |